# Charlie Gardiner (hokejist)
Charles Robert »Chuck« Gardiner, kanadski profesionalni hokejist, * 31. december 1904, Edinburg, Škotska, † 13. junij 1934, Winnipeg, Manitoba, Kanada. 
Igral je na položaju vratarja za NHL moštvo Chicago Black Hawks. Rodil se je na Škotskem, a se že kot otrok z družino preselil v Kanado. Hokej na ledu na mladinski ravni je igral v Winnipegu ali okolici in se nato za sezono 1927/28 pridružil NHL moštvu Chicago Black Hawks. V Chicagu je prebil sedem sezon in dvakrat osvojil pokal Vezina Trophy za najboljšega vratarja lige. Trikrat se je tudi uvrstil v moštvo zvezd lige NHL, enkrat pa v drugo moštvo zvezd lige NHL. Leta 1934 je Gardiner postal edini vratar v ligi NHL, ki je kot kapetan svojega moštva osvojil Stanleyjev pokal. Nekaj mesecev po osvojitvi pokala je umrl zaradi možganske krvavitve, ki jo je povzročilo vnetje mandljev. Umrl je star komaj 29 let. Leta 1945 je bil posthumno sprejet v Hokejski hram slavnih lige NHL kot eden od prvih 12 članov hrama.

## Mladost
Charlie Gardiner se je rodil v Edinburgu, Škotska, in se leta 1911 pri 7 letih preselil v Winnipeg, Manitoba. Kmalu je začel igrati hokej na ledu, skoraj z enako zagnanostjo kot otroci, rojeni v Kanadi. Ker ni posedoval dobrih drsalnih sposobnosti, mu je že v otroštvu pripadel položaj vratarja. Sprva je igral na zamrznjenih ribnikih v Winnipegu in tam posvojil akrobatski slog branjenja, v nasprotju s skoraj večnim stoječim slogom, ki je prevladoval v njegovem času. Akrobatski slog branjenja je prevzel, da mu ne bi zmrznile roke in noge. Pri 14 letih je bil član moštva Selkirk Fishermen.

## Pred-NHL kariera
Hokej na ledu na mladinski ravni je tri sezone igral v moštvu Winnipeg Tigers, od 1921 do 1924. Za sezono 1924/25 se je pridružil članskemu amaterskemu moštvu Selkirk Fishermen. Za Selkirk je nastopil na 18 tekmah, vknjižil dva shutouta in zabeležil odličen GAA - 1.83. Njegovo moštvo je kljub temu izpadlo v končnici, v seriji so izgubili z 0-2 v tekmah. Naslednjo sezono je odšel v CHL moštvo Winnipeg Maroons. V Winnipegu je igral dve sezoni in nastopil na 74 tekmah. Vknjižil je 12 shutoutov in 2.14 in 2.16 GAA.

## Chicago Black Hawks
Gardiner je v sezoni 1927/28 okrepil moštvo Chicago Black Hawks v ligi NHL. V svoji prvi sezoni je igral na 40 od 44 moštvenih tekem in zabeležil 2.83 GAA. Naslednjo sezono je nastopil na vseh 44 moštvenih tekmah. Chicago je bil tisto sezono poznan kot "neučinkoviti čudeži", saj so Gardiner in soigralci dosegli le 33 zadetkov v celi sezoni in končali na dnu lestvice s 7 zmagami, 28 remiji in 29 porazi. Gardiner je tisto sezono sicer vknjižil 5 shutoutov in 1.85 GAA. Potem ko so jih navijači Chicaga izžvižgali, se je Gardiner skoraj upokojil, a ga je nato pregovoril Duke Keats.
Po spremembi pravil lige NHL, ki so odslej dovoljevala tudi podajanje naprej v napadalno tretjino, se je število zadetkov v ligi zelo povečalo. Chicago je po dveh poraznih sezonah zadel 117 golov, Gardinerjev GAA pa je narasel le za 0.57, na 2.42. Število shutoutov je za Gardinerja padlo na 3. Moštvo je doseglo razmerje zmag, porazov in remijev 21-18-15, kar je bilo dovolj za drugo mesto v Ameriški diviziji. V končnici so nato naleteli na moštvo Montreal Canadiens, ki jih je odpravilo s skupnim izidom 2-3. V sezoni 1930/31 se je Chicago znova uvrstil na drugo mesto Ameriške divizije, tokrat z razmerjem 24-17-3. Statistično je bila ta sezona za Gardinerja ena najuspešnejših, saj je dosegel 12 shutoutov in 1.73 GAA. Prav tako je bil prvič v karieri imenovan v prvo moštvo zvezd lige NHL. V končnici se je Gardiner s soigralci prebil v finale Stanleyjevega pokala, kjer je še enkrat izgubil proti Montreal Canadiensom, z izidom 2-3 v tekmah. V končnici je Gardiner vknjižil nova 2 shutouta in GAA 1.32.
V sezoni 1931/32 je moštvu uspelo razmerje 18-19-7, kar jih je tretjo sezono zapored uvrstilo na drugo mesto Ameriške divizije. Gardiner je vknjižil 4 shutoute in GAA 1.85, prav tako je bil izbran v prvo moštvo zvezd lige NHL, kot najboljši vratar lige pa je osvojil tudi pokal Vezina Trophy. Z moštvom se je uvrstil v končnico, a tam v dveh tekmah priznal premoč moštvu Toronto Maple Leafs. V naslednji sezoni je Chicago zgrešil končnico, saj se je z razmerjem 16-20-12 uvrstil šele na četrto mesto Ameriške divizije. Sam Gardiner je v sezoni na 5 tekmah ohranil mrežo nedotaknjeno, prav tako je dosegel 2.01 GAA. Edinokrat v svoji karieri je bil imenovan v drugo moštvo zvezd lige NHL, saj ga je na mestu vratarja prvega moštva zvezd nadomestil John Ross Roach.
Pred začetkom sezone 1933/34 so ga soigralci enoglasno izbrali za kapetana. V rednem delu sezone so hokejisti Chicago dosegli 20 zmag, 17 remijev in 11 porazov. Gardiner je prispeval 10 shutoutov in 1.63 GAA, tretjič v karieri je bil uvrščen v prvo moštvo zvezd lige NHL, drugič pa je osvojil pokal Vezina Trophy. 14. februarja 1934 je sodeloval na dobrodelni tekmi zvezd Acea Baileyja, na kateri je igral kot vratar moštva zvezd, ki se je pomerilo z moštvom Toronto Maple Leafs. 
V končnici so hokejisti Chicaga uspeli zmagati na 6 tekmah, na eni so remizirali in le na eni izgubili. S tem so se prebili v finale Stanleyjevega pokala, kjer so v štirih tekmah porazili moštvo Detroit Red Wings. To je bil tudi prvi Stanleyjev pokal za ekipo Chicaga v zgodovini. V rajanju po osvojitvi pokala je Gardinerja v samokolnici po čikaški poslovni četrti prevažal soigralec Roger Jenkins, kar je bila posledica stave pred začetkom končnice.
Gardiner je že večino sezone 1933/34 igral ob vnetju mandljev in je med premori na tekmah pogostokrat nenadno padel čez vratnico, pri čemer je dostikrat skoraj izgubil zavest. Potem ko je junija 1934 zapuščal uro petja, se je Gardiner, ki je pel bariton, zvrnil na tla. Padel je v komo, iz katere se ni nikoli zbudil. Umrl je 13. junija 1934 za možgansko krvavitvijo, ki jo je povzročilo vnetje.

### Pregled kariere
Odebeljeno - reprezentančni nastopi, glej tudi Statistika pri hokeju na ledu.
| Moštvo              | Liga    | Sezona |    | Redni del | Redni del | Redni del | Redni del | Redni del | Redni del | Redni del | Redni del |    | Končnica | Končnica | Končnica | Končnica | Končnica | Končnica | Končnica | Končnica |
| ------------------- | ------- | ------ | -- | --------- | --------- | --------- | --------- | --------- | --------- | --------- | --------- | -- | -------- | -------- | -------- | -------- | -------- | -------- | -------- | -------- |
| Moštvo              | Liga    | Sezona | OT | PG        | G         | P         | T         | KM        | GT        | OD        | OT        | PG | G        | P        | T        | KM       | GT       | OD       |          |          |
| Winnipeg Tigers     | MJHL    | 21/22  |    | 1         | 6         |           |           |           |           | 6.00      |           |    |          |          |          |          |          |          |          |          |
| Winnipeg Tigers     | MJHL    | 22/23  |    | 6         | 19        |           |           |           |           | 3.08      |           |    |          |          |          |          |          |          |          |          |
| Winnipeg Tigers     | MJHL    | 23/24  |    |           |           |           |           |           |           |           |           |    | 1        | 0        |          |          |          |          | 0.00     |          |
| Selkirk Fishermen   | MHL-Sr. | 24/25  |    | 18        | 33        |           |           |           |           | 1.83      |           |    | 2        | 6        |          |          |          |          | 3.00     |          |
| Winnipeg Maroons    | CHL     | 25/26  |    | 38        | 82        |           |           |           |           | 2.16      |           |    | 5        | 10       |          |          |          |          | 2.00     |          |
| Winnipeg Maroons    | AHA     | 26/27  |    | 36        | 77        |           |           |           |           | 2.10      |           |    | 3        | 8        |          |          |          |          | 2.67     |          |
| Chicago Black Hawks | NHL     | 27/28  |    | 40        | 114       | 0         | 0         | 0         | 0         | 2.83      |           |    |          |          |          |          |          |          |          |          |
| Chicago Black Hawks | NHL     | 28/29  |    | 44        | 85        | 0         | 0         | 0         | 2         | 1.85      |           |    |          |          |          |          |          |          |          |          |
| Chicago Black Hawks | NHL     | 29/30  |    | 44        | 111       | 0         | 0         | 0         | 0         | 2.42      |           |    | 2        | 3        | 0        | 0        | 0        | 0        | 1.05     |          |
| Chicago Black Hawks | NHL     | 30/31  |    | 44        | 78        | 0         | 0         | 0         | 0         | 1.73      |           |    | 9        | 14       | 0        | 0        | 0        | 0        | 1.32     |          |
| Chicago Black Hawks | NHL     | 31/32  |    | 48        | 92        | 0         | 0         | 0         | 0         | 1.85      |           |    | 2        | 6        | 0        | 0        | 0        | 0        | 3.00     |          |
| Chicago Black Hawks | NHL     | 32/33  |    | 48        | 101       | 0         | 0         | 0         | 0         | 2.01      |           |    |          |          |          |          |          |          |          |          |
| Chicago Black Hawks | NHL     | 33/34  |    | 48        | 83        | 0         | 0         | 0         | 0         | 1.63      |           |    | 8        | 12       | 0        | 0        | 0        | 0        | 1.33     |          |

## Zapuščina
Gardiner se je v zgodovino zapisal kot prvi vratar, ki je osvojil Vezina Trophy in bil desničar. Prav tako je postal edini vratar v ligi NHL, ki je kot kapetan osvojil Stanleyjev pokal. Leta 1945 je bil kot eden od prvih 12 članov sprejet v Hokejski hram slavnih lige NHL. Leta 1998 ga je hokejski časnik The Hockey News uvrstil na 76. mesto seznama 100 največjih hokejistov lige NHL vseh časov. 
Gardiner je tudi član Kanadskega športnega hrama slavnih, Športnega hrama slavnih Manitobe in Hokejskega hrama slavnih Manitobe. Skupaj je zaigral na 316 tekmah lige NHL in vknjižil 42 shutoutov in v povprečju 2.02 GAA. Nastopil je na 21 tekmah končnice, kjer je zbral 1.37 GAA in 5 shutoutov.